# Of Skins and Heart
Of Skins and Heart è il primo album in studio del gruppo rock australiano The Church, pubblicato nel 1981.

## Tracce
1. For a Moment We're Strangers – 3:57
2. Chrome Injury – 4:01
3. The Unguarded Moment – 4:12
4. Memories in Future Tense – 4:46
5. Bel-Air – 3:57
6. Is This Where You Live – 7:40
7. She Never Said – 3:16
8. Fighter Pilot...Korean War – 4:29
9. Don't Open the Door to Strangers – 3:32

## Formazione
- Steve Kilbey – voce, basso, tastiere
- Peter Koppes – chitarre, cori
- Marty Willson-Piper – chitarre, cori
- Nick Ward – batteria, percussioni, cori
- Richard Ploog – batteria, percussioni